# Dům uměleckého průmyslu
Dům uměleckého průmyslu (DUP) je funkcionalistická prvorepubliková budova na půdorysu písmene "L", tvořená spojením dvou domů čp. 38/II a čp. 39/II na pražské Národní třídě č. 36, s druhým vchodem v Charvátově ulici 10. Byla navržena pro Svaz československého díla. Jde o českou kulturní památku a jednu z nejvýznamnějších funkcionalistických staveb v Praze.

## Historie
Dům uměleckého průmyslu stojí na místě historického domu U tří zvonků, upravovaného v letech 1898 a 1916. Roku 1929 parcelu získal Svaz československého díla, sdružující návrháře a výrobce moderního bytového zařízení, spolu s nakladatelstvím Družstevní práce. Plány nové funkcionalistické budovy, jejíž dispoziční řešení souhlasilo s dnešním, začal kreslit tehdejší předseda družstva, architekt František Kavalír. Po jeho smrti v roce 1932 získal ředitel Svazu Karel Cink konečně povolení ke zbourání starého domu a ke stavbě nové budovy. Pak se stavební řízení zastavilo. Roku 1934 budovu projektoval jeden z průkopníků českého funkcionalismu z okruhu revue Stavba, architekt Oldřich Starý. Stavbu prováděla firma Freiwald–Böhm. V roce 1936 již stálo křídlo do Národní třídy s dvoranou. V letech 1937–1938 následovalo křídlo do Charvátovy ulice, jehož fasádu navrhl architekt František Zelenka.
Mezi lety 1936 až 1990 zde sídlila obchodní firma Krásná jizba, která byla centrem moderního designu, s prodejnou uměleckých řemesel a užitného umění i s výstavní síní. DUP sloužil zároveň jako sídlo českého nakladatelství Družstevní práce, později Odeon. Hala a atrium měly horní osvětlení luxferami a byly propojeny s pasáží do Charvátovy ulice, s různými službami, i podzemní sály s výstavami a kinem.
Po roce 1989 zde krátce vystupovalo Černé divadlo.

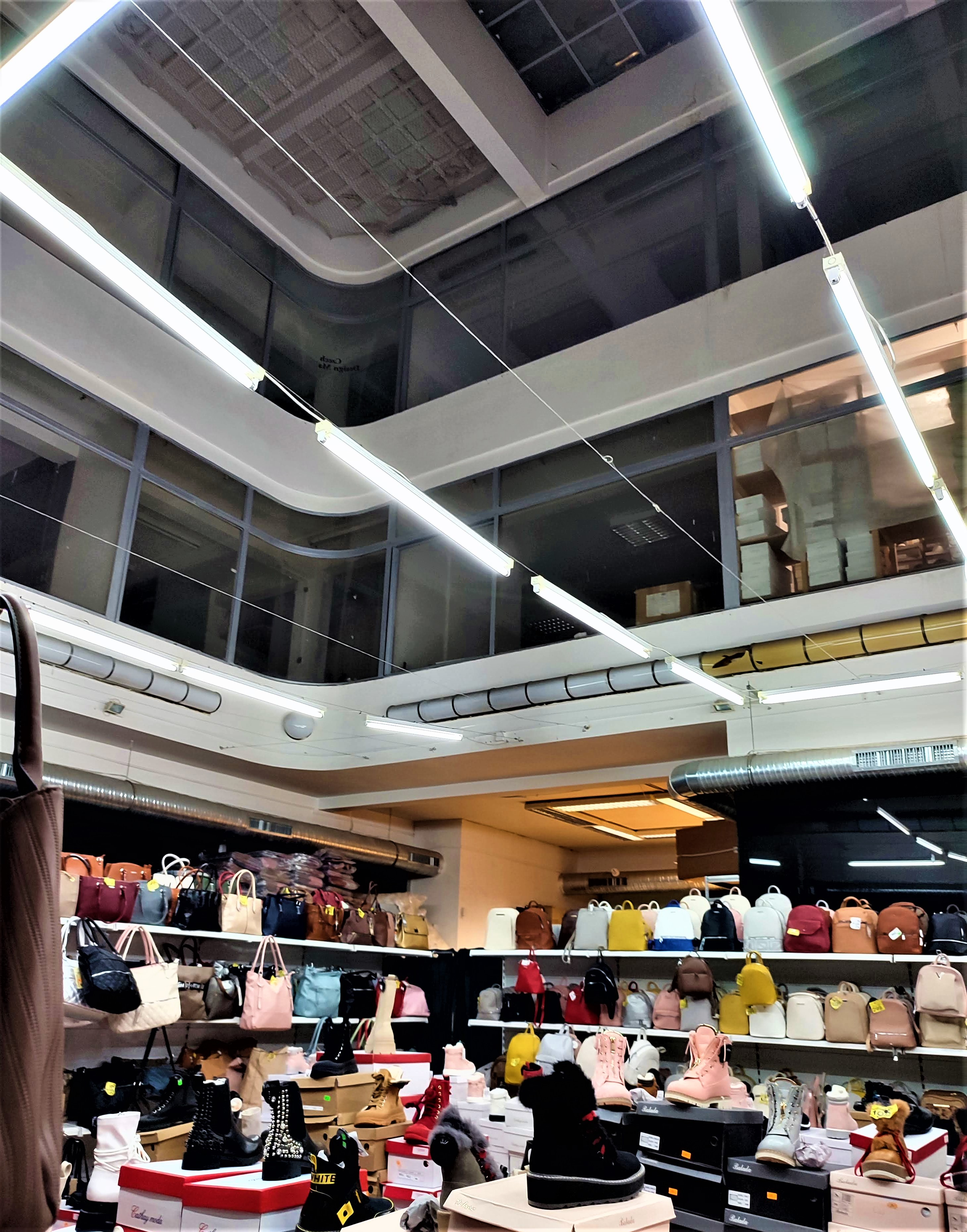
Dům uměleckého průmyslu, atrium v roce 2022

### Chátrání
Od privatizace roku 1994 zůstává DUP nevyužitý, kromě parteru, kde je prodejna levné čínské obuvi a galanterie. Horní patra včetně střechy atria chátrají. Suterén funguje jako sklad, antikvariát a částečně jako kulturní prostor.
V roce 2017 byl dům po dlouhé době otevřen veřejnosti. Vznikl zde umělecký klub DUP39, kde sídlí také Divadlo X10. Pořádalo se zde několik společenských akcí jako výstavy, koncerty, přednášky, promítání i módní přehlídka.
K roku 2024 dům vlastní firma Caluma a.s. podnikatele Luďka Fabingera.

## Popis
Dům má na jižní straně Národní ulice 7 nadzemních a 3 podzemní podlaží. Za prosklenou fasádou stojí železobetonová konstrukce, která dům drží pomocí hlavních osmi pilířů. Uvnitř se nachází prosklené atrium s otevírací střechou a na střeše je terasa s výhledem na Prahu. Dříve domem do Charvátovy ulice procházela pasáž, která byla charakteristická svými chromovanými kovovými prvky i zaoblenými skly.